# Giovanni Lorenzo Lulier
Giovanni Lorenzo Lulier, zvaný Giovannino nebo Giovannino del Violone (* 1662, Řím – 29. března 1700, Řím) byl italský houslista, violoncellista, trombonista a skladatel.

## Život
Lulier, přezdívaný Giovannino del Violone se narodil v rodině španělského původu. Byl žákem Pietra Simona Agostiniho (1635–1680), skladatele a houslisty ve službách vévody Ranuccia II. z Parmy.
V letech 1676 až 1699 hrál v kostele San Luigi dei Francesi Římě. Dne 13. října 1679 se stal členem Kongregace sv. Cecilie (Congregazione di Santa Cecili). V březnu 1681 vstoupil do služeb kardinála Benedetta Pamphiliho, kde pracoval jako skladatel, písař a houslista. Od roku 1688 působil také jako pozounista v Musici del Campidoglio. Když kardinál Pamphili v roce 1690 opustil Řím, Lulier vstoupil do služeb kardinála Pietra Ottoboniho, kde zůstal až do své smrti. Sám Ottoboni psal libreta k Lulierovým operám a oratoriím. V devadesátých letech 17. století je uváděn také jako violoncellista orchestru řízeného Arcangelem Corellim. Pro Luliersovo oratorium Beatrice d'Este (1689) zkomponoval Corelli úvodní Concerto grosso.
Zemřel náhle v Římě 29. března 1700.

## Dílo
Z Lulierova díla jsou známa výhradně vokální díla i když mnoho z nich je ztraceno. V poslední době však byl objeven violoncellový koncert, který v roce 2009 nahrál violoncellista Klaus-Dieter Brandt a soubor Alte Musik Köln.

## Jevištní díla
- L'Agrippina (dramma per music, libreto G. De Totis, 1691)
- Applauso musicale (serenade, libreto F. M. Paglia, Řím, 1693)
- Serenata a 3 (Tirsi, Daliso, Lisetta) (1694, Řím)
- La S. Genuinda ovvero L'innocenza difesa dall'inganno (dramma sacro, společně s Alessandrem Scarlattim a Carlem F. Pollarolem, libreto Pietro Ottoboni, 1694, Řím)
- Il Clearco in Negroponte (společně s Tommasem Bernardem Gaffim a Carlem Francescem Cesarinim (1695, Řím)
- L'amore eroico fra pastori (favola pastorale pro loutkové divadlo, společně s Cesarinim a Bononcinim, libreto Pietro Ottoboni, 1696, Řím; později přepracoval Alessandro Scarlatti jako La pastorella, opět pro loutkové divadlo (1705 Řím) a Peter Anthony Motteux a Valentino Urbani jako Love's Triumph pro provedení v Londýně v r. 1708)
- Fausta restituita al impero (dramma per musica ,1697, Tordinona)
- Temistocle in bando (dramma per musica spolu s Zianim a Bononcinim, 1698, Capranica)
- Componimento drammatico (libreto G. B. Grapelli, 1700, Řím)

### Oratoria
- S. Vittoria a quattro voci (libreto B. Pamphili, 1685)
- S. Maria Maddalena de' Pazzi a quattro voci, con introduzione a tre voci (libreto B. Pamphili; 1687)
- La Purità trionfante a quattro voci (libreto G. A. Lorenzani, 1688)
- S. Beatrice d'Este a cinque voci (libreto B. Pamphili a G. C. Grazzini, 1689)
- Bethsabeae melodramma (libreto G. F. Rubini, 1692)
- La Bersabea (libreto M. Brugueres, 1692)
- Vánoční oratorium (ve spolupráci s Arcangelo Corellim, libreto Pietro Ottoboni, 1698)
- La fondazione dell'Ordine dei servi di Maria (libreto Ciro Lando, 1699)
- Per la nascita del Redentore (libreto Pietro Ottoboni, 1700)
- Oratorio della Ss. Annunziata (libreto Pietro Ottoboni, 1700)